# Obniżenie Prudnickie
Obniżenie Prudnickie (318.58.5) – według podziału fizycznogeograficznego Krzysztofa Badory mikroregion położony w zachodnio-południowej części makroregionu Nizina Śląska i zachodniej części mezoregionu Płaskowyż Głubczycki.

## Opis
Obniżenie Prudnickie to obniżenie o powierzchni około 80 km² w dolinie rzeki Prudnik i jej dopływów, przed Górami Opawskimi, o około 24 km długości i 6 km szerokości. Obszar leży na wysokości od 200 do 350 m n.p.m. Mikroregion graniczy z Wysoczyzną Bialską (318.58.1), Doliną Prudnika (318.58.4), Doliną Górnej Osobłogi (318.59.6) i Przedgórzem Głuchołasko-Prudnickim (332.17.3 – Przedgórze Paczkowskie). W centrum obniżenia leży miasto Prudnik. Rozciąga się od Charbielina do Racławic Śląskich.

## Rzeźba i krajobraz
Na Obniżeniu Prudnickim dominuje typ ukształtowania rzeźby terenu równinny i falisty, z glinami lessopodobnymi, glinami zwałowymi i piaskami polodowcowymi. Pokrycie zurbanizowano-rolne. Najwyższymi wzniesieniami obniżenia są: Szubieniczna Góra (275 m n.p.m.) i Czyżykowa Góra (263 m n.p.m.).

## Wody
Przez obszar Obniżenia Prudnickiego przepływają rzeki Prudnik, Złoty Potok, Osobłoga oraz potok Lubrzanka.

## Komunikacja
Przez Obniżenie prowadzą drogi krajowe DK40 i DK41, drogi wojewódzkie DW414 i DW417, a także linie kolejowe nr 137, 306 i 333.

## Klimat
Oddziaływanie sąsiedztwa Gór Opawskich uwidacznia się w warunkach termicznych i opadach atmosferycznych. Średnia temperatura roczna wynosi 8 °C. Średnia temperatura dla okresu wegetacji wynosi 14,2 °C, a okres ten trwa
około 218 dni. W ciągu roku przymrozki występują od października do maja. Występowanie pokryw śnieżnej od grudnia do kwietnia. Zima kończy się w regionie z końcem lutego, natomiast początek wiosny przypada na 1 kwietnia. Średnie roczne wielkości opadów atmosferycznych wynoszą 640 mm. Większość terenów jest dobrze nasłoneczniona. Średnia wilgotność względna powietrza atmosferycznego wynosi w przekroju rocznym 78%.

## Miejscowości
Obniżenie Prudnickie mieści się w województwie opolskim, w większości w powiecie prudnickim, z niewielkim fragmentem w powiecie nyskim. Wzdłuż mikroregionu położone są miejscowości: Charbielin, Wierzbiec, Szybowice, Łąka Prudnicka, Niemysłowice, Prudnik, Lubrza, Jasiona, Laskowice, Racławice Śląskie (gminy Głuchołazy, Prudnik, Lubrza i Głogówek).